# تشارلز ب. غريفيث
تشارلز ب. غريفيث (بالإنجليزية: Charles B. Griffith)‏ هو كاتب سيناريو ومخرج وممثل أمريكي، ولد في 23 سبتمبر 1930 بشيكاغو في الولايات المتحدة، وتوفي في 28 سبتمبر 2007 في الولايات المتحدة.

## أعمال

### أفلام
- (2008) سباق الموت[5]

## وصلات خارجية
- تشارلز ب. غريفيث على موقع IMDb (الإنجليزية)
- تشارلز ب. غريفيث على موقع ألو سيني (الفرنسية)
- تشارلز ب. غريفيث على موقع أول موفي (الإنجليزية)
- تشارلز ب. غريفيث على موقع قاعدة بيانات برودواي على الإنترنت (الإنجليزية)
- تشارلز ب. غريفيث على موقع قاعدة بيانات الأفلام السويدية (السويدية)
- تشارلز ب. غريفيث على موقع إن إن دي بي (الإنجليزية)
- تشارلز ب. غريفيث على موقع قاعدة بيانات الفيلم (الإنجليزية)
- تشارلز ب. غريفيث على موقع كينوبويسك (الروسية)